# Stade Olympique de Chamonix
Stade Olympique de Chamonix byl stadion v Chamonix-Mont-Blanc ve Francii. Pojal 45 000 diváků. Byl hlavním centrem dění při Zimních olympijských hrách v roce 1924. Kromě zahajovacího a závěrečného ceremoniálu se zde i soutěžilo v běhu na lyžích, curlingu, krasobruslení, závodě vojenských hlídek a rychlobruslení. Na jeho místě je dnes atletický ovál s několika menšími hřišti uprostřed.